# Хокеїсти (фільм)
«Хокеїсти» — радянський художній фільм 1964 року, режисера Рафаїла Гольдіна, спортивна драма.

## Сюжет
Московська хокейна команда «Ракета» — один з лідерів чемпіонату країни. Вона виграє майже всі матчі і впевнено очолює турнірну таблицю на шляху до чемпіонського звання. Однак не все так гладко в команді. Мікроклімат в колективі дуже напружений, і виною тому новий тренер Лашков. Він — прихильник гри на результат, «перемоги будь-якою ціною». В основному Лашков робить ставку на молодь, вважаючи, що лідери команди — трійка нападу на чолі з капітаном Анатолієм Дугановим — вже безперспективна, і їм пора закінчувати з хокеєм. Тридцятирічний Дуганов, знаменитий і досвідчений гравець, вирішує боротися за спортивне довголіття «старих». Він відкрито висловлює невдоволення ігровою концепцією Лашкова, вважаючи, що хокей — перш за все гра, перемога за всяку ціну не повинна бути самоціллю.
На цьому тлі в команді наростають внутрішні протиріччя. Молоді гравці і ветерани ставляться один до одного з недовірою, і все це не може не відбитися на грі команди. Тим часом підходить час вирішального матчу з бєлогорським «Металістом». Турнірна ситуація така, що «Ракеті» достатньо зіграти внічию, щоб завоювати звання чемпіона. Однак незадовго до матчу Дуганов публікує газетну статтю, в якій вихлюпує всі свої думки з приводу ставлення до ветеранів і гри «Ракети», піддаючи Лашкова і його концепцію критиці. Це викликає різке невдоволення тренера, який перед грою знімає з Дуганова звання капітана і приймає рішення не випускати всю його трійку на вирішальний матч. Інші хокеїсти «Ракети», за винятком партнерів Дуганова по ланці, підтримують Лашкова.
«Ракета» починає гру в дві трійки. Спочатку все складається для команди добре — 2:0 після першого періоду. Однак у другому періоді відбувається непередбачене: отримавши більшість після вилучення гравця «Металіста», «Ракета» пропускає гол в свої ворота. Це стає переломним моментом матчу, після якого «Металіст» забиває ще три шайби. На початку третього періоду рахунок стає вже 2:5 і «Ракеті» навряд чи вдасться відігратися. Лашков між тим вперто не випускає свою кращу трійку, граючи в дві ланки. Команда деморалізована, до того ж через часті зміни гравці дуже сильно втомлюються. Це призводить до того, що один з молодих гравців після зіткнення з суперником непритомніє і продовжувати гру не може. Лашков все ж дає добро на вихід трійки Дуганова. І тріо ветеранів показує все, на що здатне. Вся «Ракета» піднялася духом і, під супроводом своїх лідерів, організувала справжній штурм воріт «Металіста», на останніх секундах зрівнявши рахунок — 5:5.
В кінці фільму в роздягальні показана абсолютно інша, дружня, команда, знову згуртована завдяки ветеранам. У фінальній сцені радісний Лашков заходить в роздягальню команди, але хокеїсти демонструють своє презирство тренеру, який мало не привів команду до катастрофи.

## У ролях
- Микола Рибников —  Василь Єфремович Лашков, тренер «Ракети»
- В'ячеслав Шалевич —  Анатолій Дуганов
- Георгій Жжонов —  Андрій Прокопович Сперантов, тренер «Металіста»
- Ельза Леждей —  Майя, дружина Дуганова
- Михайло Глузський —  Сергій Валер'янович Ільїн, голова спортивного товариства «Ракета»
- Люсьєна Овчинникова —  Надя, дружина Кудрича
- Євген Шутов —  Христофор Іванович, другий тренер «Ракети»
- Геннадій Юхтін —  Петро Кудрич
- Володимир Івашов —  Герман Морозов, спортивний журналіст
- Олексій Гуришев —  Іван Самсонов
- Микола Озеров —  коментатор, камео
- Лев Дуров —  докучливий уболівальник
- Олександр Орлов —  Володимир Введенський
- Кир Буличов —  скульптор

## Знімальна група
- Автор сценарію:  Юрій Трифонов
- Режисер-постановник:  Рафаїл Гольдін
- Художник:  Олексій Пархоменко
- Художник по костюму:  Валентин Перельотов
- Оператор: Тимофій Лебешев
- Композитор: Леонід Афанасьєв
- Монтаж: Раїса Новикова
- Консультанти:  Аркадій Чернишов,  Віктор Тихонов